# Jeu de survie
Le jeu de survie est un sous-genre du jeu d'action où généralement le joueur démarre avec un minimum de ressources dans un monde ouvert hostile, et a pour mission de collecter des ressources, fabriquer des outils, des armes, s'abriter, afin de survivre le plus longtemps possible. À l'inverse de beaucoup d'autres genres du jeu vidéo, il ne propose pas forcément d'objectif précis : on parle alors de bac à sable. Le jeu bac a sable ne nécessitant pas de Level Design, beaucoup se tournent vers une génération procédurale, semi-procédural ou aléatoire pour créer un environnement de jeu. Cet environnement peut etre  persistant dans le cadre d'un jeu en ligne
Parmi les genres associés au jeu de survie, on peut citer le genre du survival horror où la survie est mise au service de l'épouvante.

## Histoire
L'un des premiers jeux considéré comme un exemple de jeu de survie est UnReal World, créé par Sami Maaranen en 1992 et actuellement toujours en cours de développement. Le jeu est créé sur la base d'un rogue-like, avec des graphismes type ASCII possibles par les ordinateurs de cette période, où le joueur apparaît dans des conditions extrêmes d'une Finlande à l'âge de fer. Contrairement à un rogue-like classique où un objectif final permet d'obtenir une victoire, l'objectif d'UnReal World est uniquement de survivre le plus longtemps possible contre des créatures sauvages et les dangers de conditions météorologiques hivernales.
Wurm Online (en) est également considéré comme un précurseur du jeu de survie. Comme un jeu de rôle en ligne massivement multijoueur, le joueur est placé dans des conditions médiévales, permettant de terraformer les régions à proximité, créer des bâtiments, afin de développer son propre royaume.
Le développement initial a commencé en 2003 par Rolf Jansson et Markus Persson, et bien que Persson ait quitté le projet en 2007, le jeu continue actuellement d'être développé.
Persson développe activement par la suite le jeu Minecraft, le titre qui est considéré comme ayant donné le plus de popularité au genre de jeu de survie. Dans la version publique initiale de 2009, Minecraft propose de se concentrer autour de la collecte de ressources et de l'artisanat dans un monde généré procéduralement, et obligeant le joueur à se défendre au cours des cycles de nuit tout en parvenant à récupérer des ressources.
Un autre titre-clé dans le genre du jeu de survie est DayZ. Ce jeu a été publié en 2012 comme un mod pour ARMA II, mais en raison de sa popularité, il a été réédité fin 2013 en jeu standalone. Le joueur est placé dans les conditions d'une apocalypse zombie, exigeant aux joueurs d'éviter des hordes de zombies tout en fouillant dans les restes de la civilisation humaine pour collecter des ressources. À la suite de la réussite financière de Minecraft et DayZ, le genre du jeu de survie a commencé à voir de nombreux titres publiés à partir de 2012. Certains ont estimé que le marché est désormais saturé avec de nombreux titres sur la même base de l'environnement post-apocalyptique, des clones de titres plus populaires, et des titres ouverts au public comme une tentative rapide de faire de l'argent en utilisant des modèles économiques tel l'early access,.

## Système de jeu
Le jeu de survie est considéré comme une extension de genres plus communs du jeu vidéo où le personnage-joueur est bloqué ou séparé des autres, et doit se débrouiller seul pour survivre et remplir un objectif. Les jeux de survie se concentrent pour leur part principalement sur la partie survie de ces jeux, tout en ajoutant des éléments d'exploration d'un monde ouvert.

### Environnement et objectifs
Au début de la partie, le joueur apparaît généralement dans le monde du jeu avec le minimum de ressources disponibles à sa survie. Ce monde peut être imaginé par les développeurs, aléatoire ou procéduralement généré. Les joueurs doivent explorer la région pour y trouver des ressources.
Le joueur aura en général une barre de santé, et peut prendre des dégâts de chute, de faim, de maladie, de noyade ou encore de brûlure, ou suivant une attaque par des monstres qui peuplent le monde. D'autres paramètres de survie peuvent également entrer en jeu, comme dans Don't Starve qui propose à la fois une jauge de faim et un compteur de santé mentale. Dans certains jeux, la mort du joueur n'est pas une fin définitive, vu que le monde est persistant, et permet au joueur de réapparaître en un point sûr, mais avec un malus, tel que la perte de tout un inventaire accumulé avant la mort, ou d'un certain montant dans la monnaie du jeu.
D'autres jeux utilisent le système de la mort permanente, le joueur devant recommencer une partie avec un monde nouvellement généré.
De nombreux jeux de survie sont destinés à mettre régulièrement le joueur en danger face à des créatures hostiles ou l'environnement, mais certains peuvent minimiser la quantité de dangers afin d'encourager le gameplay du monde ouvert et l'exploration, et la mort du joueur sera plutôt provoquée par son inattention ou un mauvais équipement.
Il y a rarement une condition de victoire pour les jeux de survie : le véritable défi pour le joueur est de rester en partie aussi longtemps que possible, bien que certains jeux fixent un objectif pour le temps de survie. Ainsi, il y a rarement un scénario développé dans ces jeux, au-delà de la mise en place de la raison pour laquelle le personnage-joueur se retrouve dans cette situation. Certains jeux de survie fournissent des quêtes pour guider le joueur à apprendre la survie de les mécanique particulières au jeu, pour ainsi les conduire vers des zones plus dangereuses et d'acquérir de meilleures ressources.
Beaucoup de jeux de survie disposent d'un système d'artisanat. En combinant deux ou plusieurs ressources collectées, le joueur peut créer un nouvel objet, qui peut parfois être réutilisé pour d'autres crafts. Cela permet un gameplay où le joueur peut collecter des ressources pour élaborer de nouveaux outils qui leur permettent d'accéder à de meilleures ressources qui finira par conduire à de meilleurs outils et armes.
Un exemple courant dans Minecraft est la création de pioches de différents niveaux de résistance : en bois, elles permettent l'extraction de la pierre, mais pas de minéraux. Une pioche en pierre, désormais accessible à partir des pierres nouvellement collectées, peut être utilisée pour extraire ces minéraux. Le même concept sera appliqué aux armes et armures, les nouveaux équipements fabriqués à partir de matériaux plus difficiles à acquérir fournissent de meilleurs bonus offensifs et défensifs. Souvent, le système d'artisanat comprend des facteurs de durabilité pour les outils et les armes, de sorte que leur utilisation répétée provoque la destruction par l'usure de l'outil et oblige à en créer de nouveaux. Le système d'artisanat et les recettes nécessaires à la fabrication ne sont pas toujours expliqués aux joueurs en début de partie.
En raison de la nature du monde ouvert et des systèmes d'artisanat, des jeux peuvent permettre de construire des créations par l'utilisateur. Minecraft, par exemple, permet aux joueurs de placer des blocs dans un espace en trois dimensions pour construire des abris rudimentaires pour se protéger, pour ensuite rassembler davantage de ressources et survivre plus facilement, et ainsi pousser les joueurs à créer des structures plus massives à partir des blocs de construction du jeu. Les jeux de survie disposent généralement d'un système de non-réapparition des ressources. Par exemple, dans Terraria, abattre un arbre le fait disparaître de l'environnement du jeu, mais le joueur peut replanter des graines qui permettront à de nouveaux arbres de croître.

### Point de vue du joueur
Beaucoup de jeux de survie sont présentées dans la perspective de la première personne pour une meilleure immersion.
Certains titres ont pris le parti d'autres méthodes de présentation : des jeux comme Terraria et Starbound sont présentés sous forme de vues en deux dimensions latérales, tandis que Don't Starve use de rendus dans une projection isométrique en trois dimensions.
Les jeux de survie sont considérés comme des jeux d'action, mais d'autres genres présentent le thème de la survie.

## Mode multijoueur
Les jeux de survie sont presque toujours jouables seul, mais beaucoup sont conçus comme des expériences multijoueurs, avec des serveurs de jeu hébergeant un monde persistant.
La nature ouverte de ces jeux encourage les joueurs à travailler ensemble pour survivre, ou à s'opposer et s'entre-tuer pour piller le corps du personnage mort d'un autre joueur. Cela peut conduire des joueurs à former des alliances, construire des structures fortifiées et travailler ensemble pour se protéger contre les dangers présentés par l'environnement du jeu et d'autres joueurs. Les jeux de survie sont souvent étroitement liés au genre survival horror, dans lequel le joueur doit survivre dans un cadre basé sur le surnaturel, comme une apocalypse zombie.

## Liste des principaux jeux de survie
Voici une liste représentative des jeux classés dans le genre de survie.
| Année | Titre                         | Développeur                      | Plate-forme(s) | Remarques                                                               |
| ----- | ----------------------------- | -------------------------------- | --- | ----------------------------------------------------------------------- |
| 1994  | Robinson's Requiem            | Silmarils                        | DOS, Windows 9x, 3DO, Amiga, Atari ST, Atari Falcon, Mac, Atari Jaguar |                                                                         |
| 1999  | Survival Kids                 | Konami                           | Game Boy, Game Boy Color |                                                                         |
| 2003  | Stranded                      | Unreal Software                  | Microsoft Windows |                                                                         |
| 2005  | Pathologic                    | Ice-Pick Lodge                   | Microsoft Windows | Remake prévu pour automne 2016 via financement participatif Kickstarter |
| 2011  | Terraria                      | Re-Logic                         | Microsoft Windows |                                                                         |
| 2011  | Minecraft                     | Mojang                           | Microsoft Windows, OS X, Linux, Android, iOS, Windows Phone, Xbox 360, Xbox One, PlayStation 3, PlayStation 4, PlayStation Vita, Raspberry Pi, Universal Windows Platform, Wii U |                                                                         |
| 2012  | I Am Alive                    | Ubisoft Shanghai and Darkworks   | Microsoft Windows, Xbox 360, Playstation 3 |                                                                         |
| 2012  | Infestation: Survivor Stories | Hammerpoint Interactive          | Microsoft Windows | Auparavant connu sous le nom The War Z                                  |
| 2012  | Miasmata                      | IonFX                            | Microsoft Windows |                                                                         |
| 2013  | DayZ (mod)                    | Dean Hall                        | Microsoft Windows | Publié à partir de 2014 en jeu standalone                               |
| 2013  | Don't Starve                  | Klei Entertainment               | Microsoft Windows, OS X, Linux | Don't Starve Together (version bêta multijoueur sortie en 2014)         |
| 2013  | Project Zomboid               | The Indie Stone                  | Microsoft Windows, OS X, Linux | Phase Alpha                                                             |
| 2013  | Day One: Garry's Incident     | Wild Games Studio                | Microsoft Windows | Jeu controversé                                                         |
| 2013  | How to Survive                | EKO Software                     | Microsoft Windows, PlayStation 3, PlayStation 4, Xbox 360, Xbox One, Wii U |                                                                         |
| 2013  | Starbound                     | Chucklefish Games                | Microsoft Windows | Phase Bêta                                                              |
| 2013  | Rust                          | Facepunch Studios                | Microsoft Windows | Phase Alpha                                                             |
| 2013  | 7 Days to Die                 | The Fun Pimps                    | Microsoft Windows, OS X, Linux | Phase Alpha                                                             |
| 2014  | FarSky                        | Farsky Interactive               | Microsoft Windows, OS X, Linux |                                                                         |
| 2014  | The Forest                    | Endnight Games                   | Microsoft Windows | Phase Alpha                                                             |
| 2014  | The Long Dark                 | Hinterland                       | Microsoft Windows, OS X, Linux | Phase Alpha                                                             |
| 2014  | Miscreated                    | Entrada Interactive              | Microsoft Windows | Phase Alpha                                                             |
| 2014  | Rising World                  | JIW-Games                        | Microsoft Windows, OS X, Linux |                                                                         |
| 2014  | Subnautica                    | Unknown Worlds Entertainment     | Microsoft Windows, OS X | Phase Alpha                                                             |
| 2015  | Stranded Deep                 | BEAM Team Games                  | Microsoft Windows, OS X, Linux | Phase Alpha                                                             |
| 2015  | Savage Lands                  | DigitalDNA Games                 | Microsoft Windows, OS X, Linux | Phase Alpha                                                             |
| 2015  | Dyscourse                     | Owlchemy Labs                    | Microsoft Windows, OS X, Linux |                                                                         |
| 2015  | Out of Reach                  | Space Boat Studios               | Microsoft Windows, OS X, Linux | Phase Alpha                                                             |
| 2015  | Life is Feudal: Your Own      | Bitbox                           | Microsoft Windows | Phase Alpha                                                             |
| 2015  | Hurtworld                     | Bankroll Studios                 | Microsoft Windows, OS X | Phase Alpha                                                             |
| 2015  | Reign Of Kings                | Bankroll Studios                 | Microsoft Windows, OS X | Phase Alpha                                                             |
| 2016  | Better Late Than DEAD         | Odin Game Studio                 | Microsoft Windows, OS X, PlayStation 4 |                                                                         |
| 2016  | The Culling                   | Xaviant Games                    | Microsoft Windows | Phase Alpha                                                             |
| 2016  | H1Z1: Just Survive            | Daybreak Game Company            | Microsoft Windows | Phase Alpha                                                             |
| 2016  | H1Z1: King of the Kill        | Daybreak Game Company            | Microsoft Windows, PlayStation 4, Xbox One |                                                                         |
| 2016  | Ark: Survival Evolved         | Studio Wildcard / Instinct Games | Microsoft Windows, OS X, Linux, PlayStation 4, Xbox One | Phase Alpha                                                             |
| 2016  | We Happy Few                  | Compulsion Games                 | Microsoft Windows, OS X, Linux, Xbox One |                                                                         |
| 2016  | No Man's Sky                  | Hello Games                      | Microsoft Windows, PlayStation 4 |                                                                         |
| 2020  | Among Trees                   | FJRD Interactive                 | Microsoft Windows |                                                                         |